# Mahonia russellii
Mahonia russellii là một loài thực vật có hoa trong họ Hoàng mộc. Loài này được N.P. Taylor mô tả khoa học đầu tiên năm 1989.